# En guardia: Mujeres contra el crimen
En guardia: Mujeres contra el crimen es un programa de televisión que se emite en el canal Cuatro desde el 10 de enero de 2024. Tras su buena acogida en la primera temporada, se renovó por una segunda tanda de seis capítulos que se emitirán al inicio del año 2025.

## Formato
El testimonio de diferentes investigadoras de élite de la Guardia Civil da lugar a una serie documental true crime que incluye materiales de archivo y recreaciones dramáticas con el objetivo de destacar acontecimientos clave de los casos. El documental, de capítulos autoconclusivos, recoge las historias de investigadoras de la Guardia Civil que participaron en algunas de las investigaciones criminales más importantes y mediáticas de España.
Volverán al lugar de los hechos para narrar en primera persona qué pistas siguieron, los recursos humanos y técnicos que emplearon en cada caso y cómo fueron, en algunas ocasiones, determinantes para que se esclarecieran los hechos. No dejaran a un lado la faceta más profesional de estas investigadoras, también contarán los momentos más difíciles, tensos y exitosos que vivieron mientras trabajaban. 
Además, junto a las declaraciones de las diferentes agentes de Policía Judicial involucradas en cada investigación, el documental incluye material de archivo, imágenes y pequeñas reacciones dramáticas de carácter cinematográfico para incidir en acontecimientos clave.

## Temporadas y audiencias
| Temporada | Temporada | Episodios | Estreno               | Final                 | Audiencia media |
| --------- | --------- | --------- | --------------------- | --------------------- | --------------- |
|           | 1         | 6         | 10 de enero de 2024   | 14 de febrero de 2024 | 582 000 (5,5%)  |
|           | 2         | 6         | 26 de febrero de 2025 | 2 de abril de 2025    | 553 000 (5,8%)  |

## Episodios y audiencias

### Temporada 1
| Programa | Temporada | Título                               | Día de emisión | Audiencia      |
| -------- | --------- | ------------------------------------ | -------------- | -------------- |
| 1        | 1         | #AnnayOlivia                         | 10/01/2024     | 715 000 (6,4%) |
| 2        | 2         | FAGO                                 | 17/01/2024     | 653 000 (6,0%) |
| 3        | 3         | Nanga Parbat: El negocio de la trata | 24/01/2024     | 456 000 (4,3%) |
| 4        | 4         | El depredador de instagram           | 31/01/2024     | 507 000 (4,8%) |
| 5        | 5         | Raval: El corredor de la heroína     | 07/02/2024     | 514 000 (5,3%) |
| 6        | 6         | El crimen de la mujer sin nombre     | 14/02/2024     | 646 000 (6,2%) |

### Temporada 2
| Programa | Temporada | Título                                 | Día de emisión | Audiencia      |
| -------- | --------- | -------------------------------------- | -------------- | -------------- |
| 1        | 7         | Asunta: Caso cerrado                   | 26/02/2025     | 612 000 (6,5%) |
| 2        | 8         | El crimen de Pioz                      | 05/03/2025     | 474 000 (5,2%) |
| 3        | 9         | La verdadera historia tras 'As bestas' | 12/03/2025     | 515 000 (5,2%) |
| 4        | 10        | El caso de Eva Blanco                  | 19/03/2025     | 604 000 (6,3%) |
| 5        | 11        | La desaparición de Manuela Chavero     | 26/03/2025     | 577 000 (6,5%) |
| 6        | 12        | El crimen de Badoo                     | 03/04/2025     | 536 000 (5,2%) |